# 盖恩
盖恩（法語：Guern，法語發音：[ɡɛʁn]）是法国莫尔比昂省的一个市镇，属于蓬蒂维区。

## 地理
盖恩（48°1'50"N, 3°5'30"W）面积47.01 平方千米，位于法国布列塔尼大區莫尔比昂省，该省份为法国西北部沿海省份，位于布列塔尼半岛南部，北起阿摩尔滨海省、西接菲尼斯泰尔省，南濒大西洋，东南接大西洋卢瓦尔省，东临伊勒-维莱讷省。
与盖恩接壤的市镇（或旧市镇、城区）包括：马尔盖纳克、勒苏恩、梅尔朗、比布里、洛克马洛、塞格利安、普吕梅利欧-比约济。

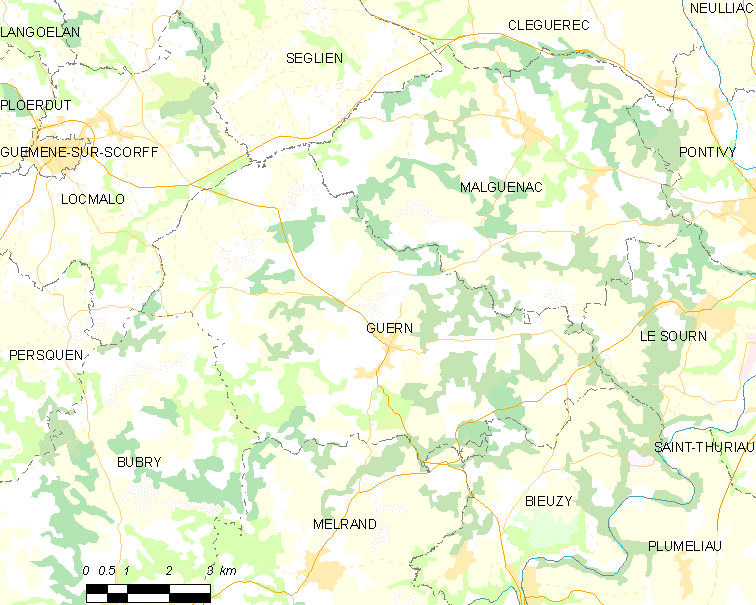
盖恩的OSM定位图

盖恩的时区为UTC+01:00、UTC+02:00（夏令时）。

## 行政
盖恩的邮政编码为56310，INSEE市镇编码为56076。

## 政治
盖恩所属的省级选区为蓬蒂维县。

## 人口

1962-2008年间盖恩人口变化图示

盖恩于2022年1月1日时的人口数量为1379人。